# Leucania substriata
Leucania substriata är en fjärilsart som beskrevs av Shin-Ichi Yoshimatsu 1987. Leucania substriata ingår i släktet Leucania och familjen nattflyn. Inga underarter finns listade i Catalogue of Life.